# Gmina Bolesław (Powiat Olkuski)
Die Gmina Bolesław ist eine Landgemeinde im Powiat Olkuski der Woiwodschaft Kleinpolen in Polen. Ihr Sitz ist das gleichnamige Dorf.

## Gliederung
Zur Landgemeinde (polnisch gmina wiejska) Bolesław gehören folgende Dörfer mit einem Schulzenamt:
Bolesław
Hutki
Krążek
Krzykawa
Krzykawka
Krze
Ujków Nowy Kolonia
Laski
Małobądz
Międzygórze
Podlipie
Ujków Nowy
Weitere Ortschaften der Gemeinde sind Posada und Ujków Stary.